# Старая ратуша (Люденшайд)
Старая ратуша Люденшайда (нем. Altes Rathaus Lüdenscheid) — бывшее административное трёхэтажное здание в городе Люденшайд, построенное в 1874 году в стиле итальянского палаццо периода Ренессанса.

## История и описание
Старая ратуша — до завершения, в 1964 году, строительства новой ратуши — была центральной резиденцией городской администрации Люденшайда. Трёхэтажное здание было построено в центре города в 1874 году, в непосредственной близости от церкви Христа Искупителя — оно было спроектировано в стиле итальянского палаццо времён Возрождения. Арочные окна, рустика и лизерны (на первом и втором этажах) придают всему сооружению необычный вид — как и аркадный фриз под плоской крышей. При этом, за исключением оригинальных окон, общий вид здания достаточно прост («аскетичен»). Ранее на месте ратуши располагался так называемый «графский дом» (нем. Hochgrafenhaus), являвшийся резиденцией семейства фон Химменов: с 1816 года и до его сноса в 1871—1872 годах он уже служил мэрией.
В арестантских камерах, располагавшихся в Старой ратуше, после прихода к власти в Германии национал-социалистов по политическим мотивам было заключено всего более 1000 человек: имена 356 из них известны. Среди заключённых был и будущий мэр города Эрвин Велке. После Второй мировой войны, ещё за несколько десятилетий до строительства новой ратуши, пространства старой ратуши уже не хватало для размещения всего аппарата городской администрации: как временное решение, отдельные департаменты и службы города размещались в других местах, которых в итоге набралось более дюжины. Спустя десятилетие после постройки нового здания, в 1973 году, в старую мэрию переехало городское культурное бюро; в 1979 году туда же перебралась и городская галерея. В начале XXI века в доме располагалась штаб-квартира городского центра образования для взрослых. 23 ноября 2012 года — после многих лет работы объединения «Ge-Denk-Zellen Altes Rathaus Lüdenscheid e.V.», занимающегося документированием городской истории времён Третьего рейха — в ратуше было торжественно открыто его отделение: оно разместилось в подвале здания, а в двух бывших камерах был создан мемориал.